# Hugo Gyldén
Johan August Hugo Gyldén (Helsinque, 29 de maio de 1841 — Estocolmo, 9 de novembro de 1896) foi um astrônomo sueco.

## Vida
Gyldén era filho de Nils Abraham Gyldén, professor de filologia clássica na Universidade de Helsinque e da baronesa Beata Sofia Wrede. Ele passou seus anos de estudante na universidade de seu pai, graduando-se como um magister filosofie na Faculdade de Física e Matemática em 1860. Em 1871 ele foi chamado pela Academia Real de Ciências da Suécia para ser seu astrônomo e chefe do Observatório de Estocolmo. A partir de 1872 ele foi membro da Academia. Em 1885 tornou-se membro estrangeiro da Real Academia Holandesa de Artes e Ciências.
A cratera lunar Gyldén e o planeta menor 806 Gyldenia foram nomeados em sua homenagem.

## Publicações
- Untersuchungen über die Konstitution der Atmosphäre. Sankt Petersburg (1867–1870)
- Studien auf dem Gebiet der Störungstheorie. Bd. 1 Sankt Petersburg (1871)
- Die Grundlehren der Astronomie nach ihrer geschichtlichen Entwickelung dargestellt. (1874)
- Recueil de tables contenant les développements numériques à employer dans le calcul des perturbations des comètes. Stockholm (1877)
- Versuch einer mathematischen Theorie des Lichtwechsels der veränderlichen Sterne. Helsinki (1880)
- Undersökningar af theorien för himlakropparnas rörelser. Stockholm (1881–1882)
- Die intermediäre Bahn des Mondes. Stockholm (1883)
- Untersuchungen über die Konvergenz der Reihen, welche zur Darstellung der Koordinaten der Planeten angewendet werden. Stockholm (1887)
- Nouvelles recherches sur les séries employées dans les théories des planètes. Stockholm (1893)
- Traité des orbites absolutes des huit planètes principales. Bd. 1 Stockholm (1894)